# 黄洲镇
黄洲镇，是中华人民共和国江西省南昌市安义县下辖的一个乡镇级行政单位。

## 行政区划
黄洲镇下辖以下地区：
街上社区、黄洲村、茅店村、圳溪村、新福村、塘下村和南果村。